# Сафрілья
Сафрілья (ісп. Zafrilla) — муніципалітет в Іспанії, у складі автономної спільноти Кастилія-Ла-Манча, у провінції Куенка. Населення — 90 осіб (2010).
Муніципалітет розташований на відстані близько 180 км на схід від Мадрида, 46 км на схід від Куенки.

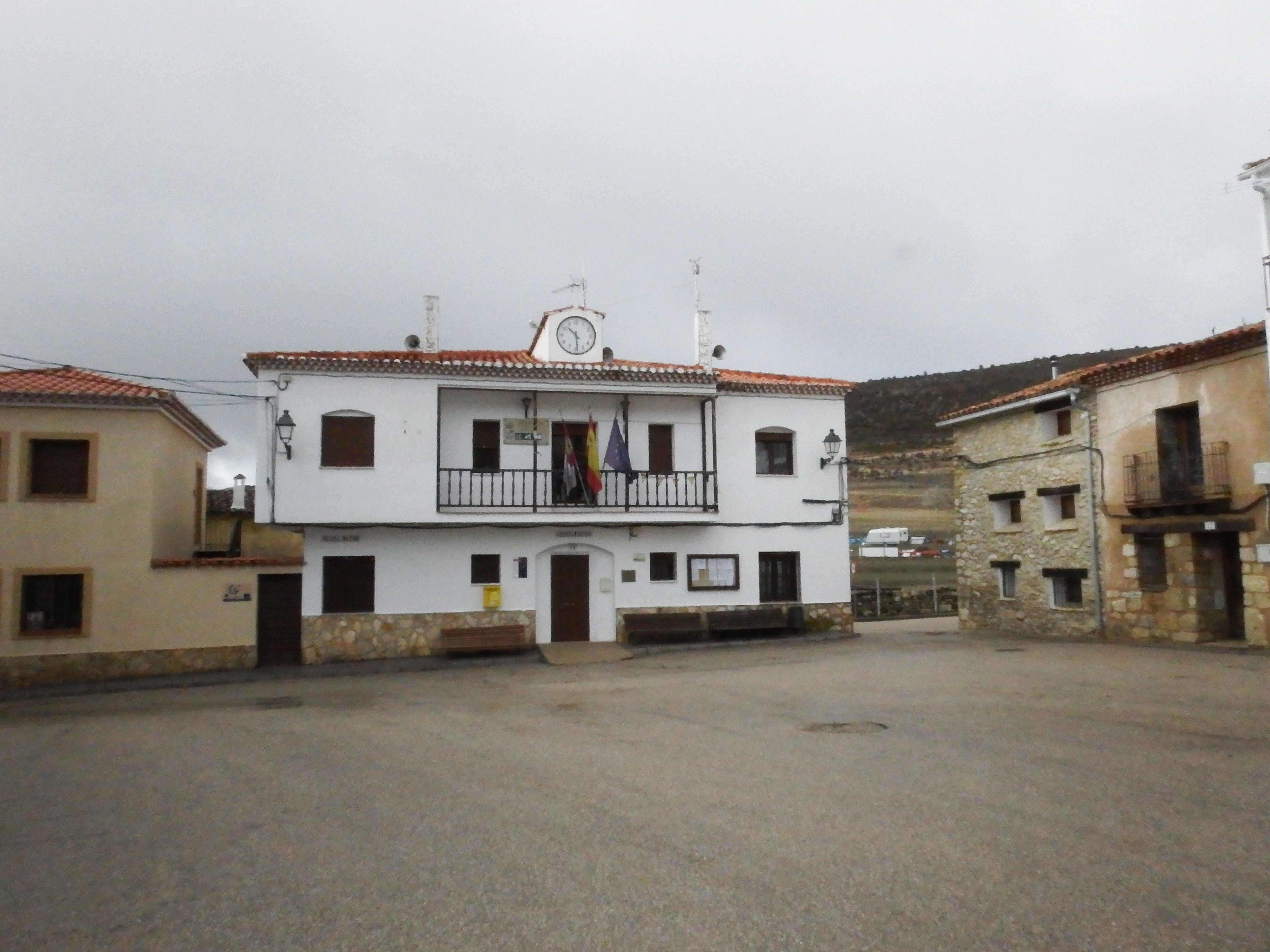

## Демографія
Динаміка населення (INE ):